# Truth (Chiddy Bang)
truth è un brano musicale del gruppo statunitense hip hop Chiddy Bang pubblicato come singolo il 17 maggio 2010 in versione download ed il giorno seguente come CD singolo. The Il brano è costruito su un campionamento di Better Things di Passion Pit del 2008.

## Tracce
Download digitale
1. Truth – 2:55

## Classifiche
| Classifica (2010)      | Posizione più alta |
| ---------------------- | ------------------ |
| Official Singles Chart | 50                 |